# Вододільний хребет
Верхови́нський Вододі́льний хребе́т (Вододільний хребет) — гірський хребет в Українських Карпатах (східна, внутрішня смуга Бещад), належить до Східних Бескидів на межі Закарпатської і Львівської областей. 
Простягається від витоків річок Уж і Сян до верхів'я річки Ріки (від Ужоцького до Торунського перевалу). Висоти гір до 1405 м (г. Пікуй). Складається з пісковиків кросненської світи. Хребет має звивисті лінії гребенів, асиметричну форму: його південні схили круті, урвисті, північні — пологі. 
По вершинній лінії Верховинського Вододільного хребета проходить головний Карпатський вододіл, звідки беруть початок річки Карпат — Латориця, Стрий, Ріка та інші. Кілька зручних перевалів, зокрема Ужоцький перевал, Верецький перевал, а також пішохідний перевал Руська Путь. 
Схили до висоти 1200–1250 м вкриті смереково-буковими лісами (лісистість 30–47%), вище — полонини (напр. Буковецька полонина), переважно пустищні, біловусникові, з чагарниковими заростями чорниці. Переважають верховинські ландшафти. Є природоохоронні території: Либохорівський заказник, заказник Пікуй, Привододільний заказник. 
Район пішохідного і гірськолижного туризму.

## Деякі вершини
- Дрогобицький Камінь
- Старостина
- Журівка
- Великий Верх
- Пікуй
- Високий Горб

## Фотографії

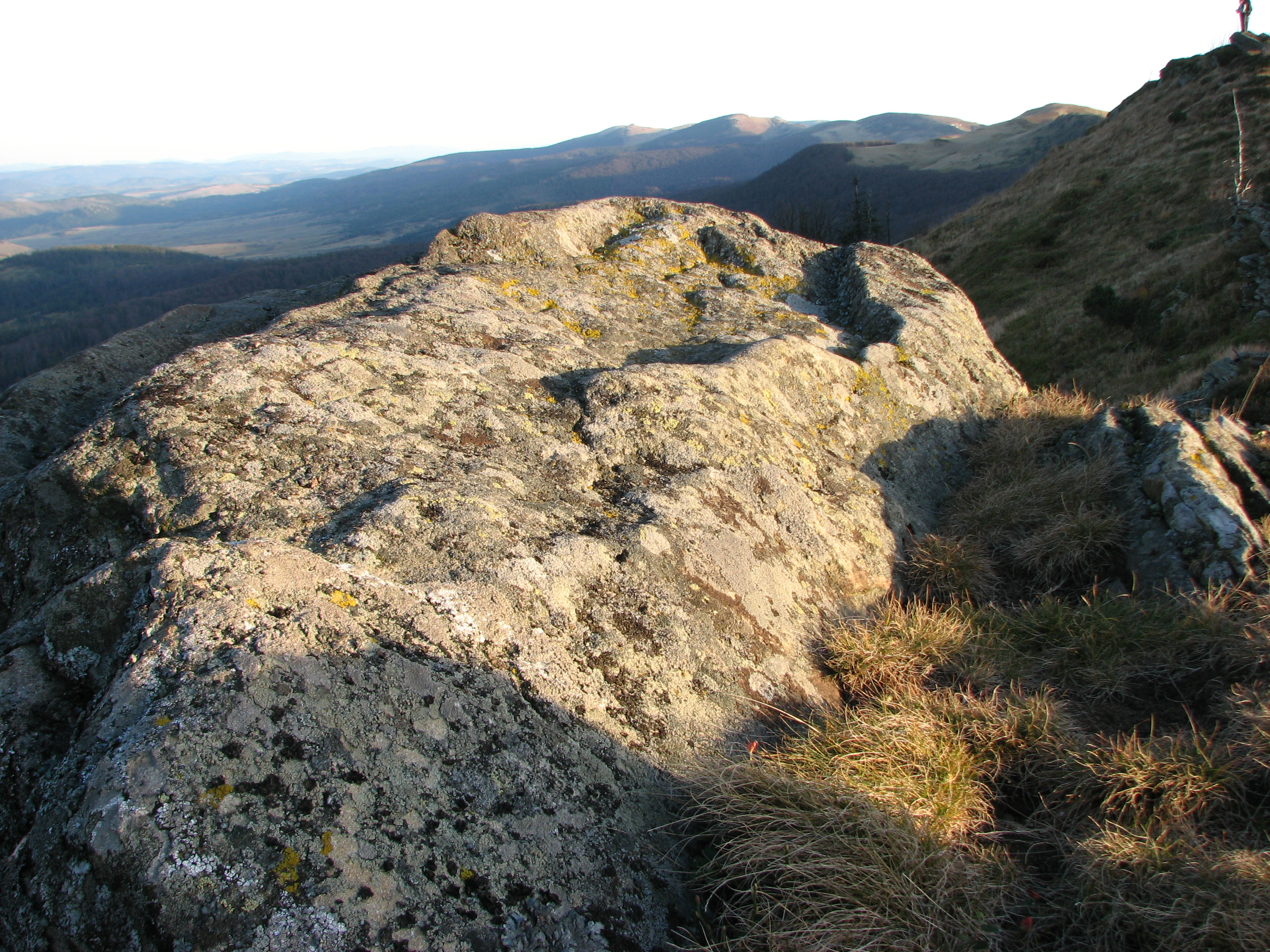
Скеля на північному схилі хребта
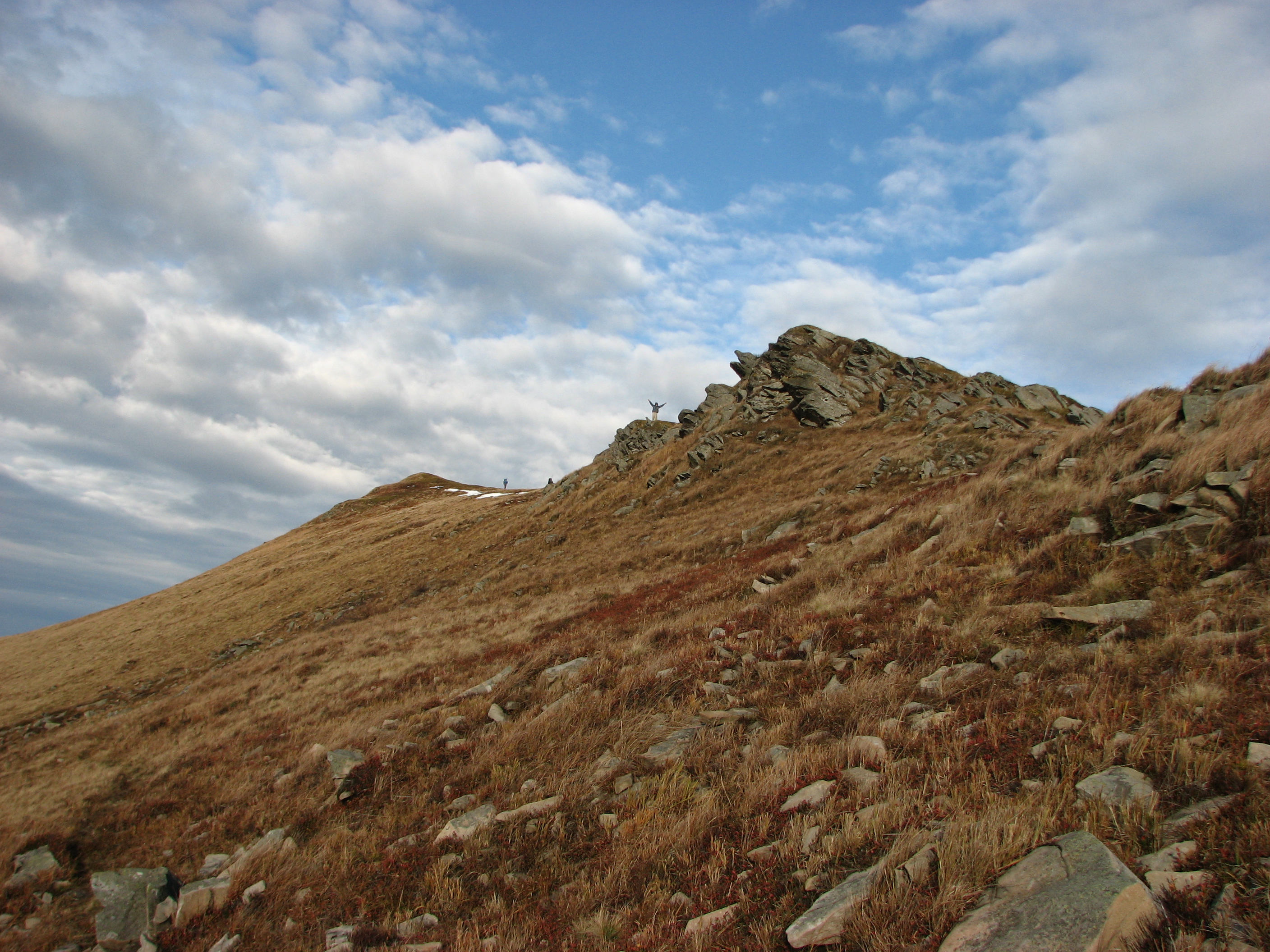
Скелясті вершини
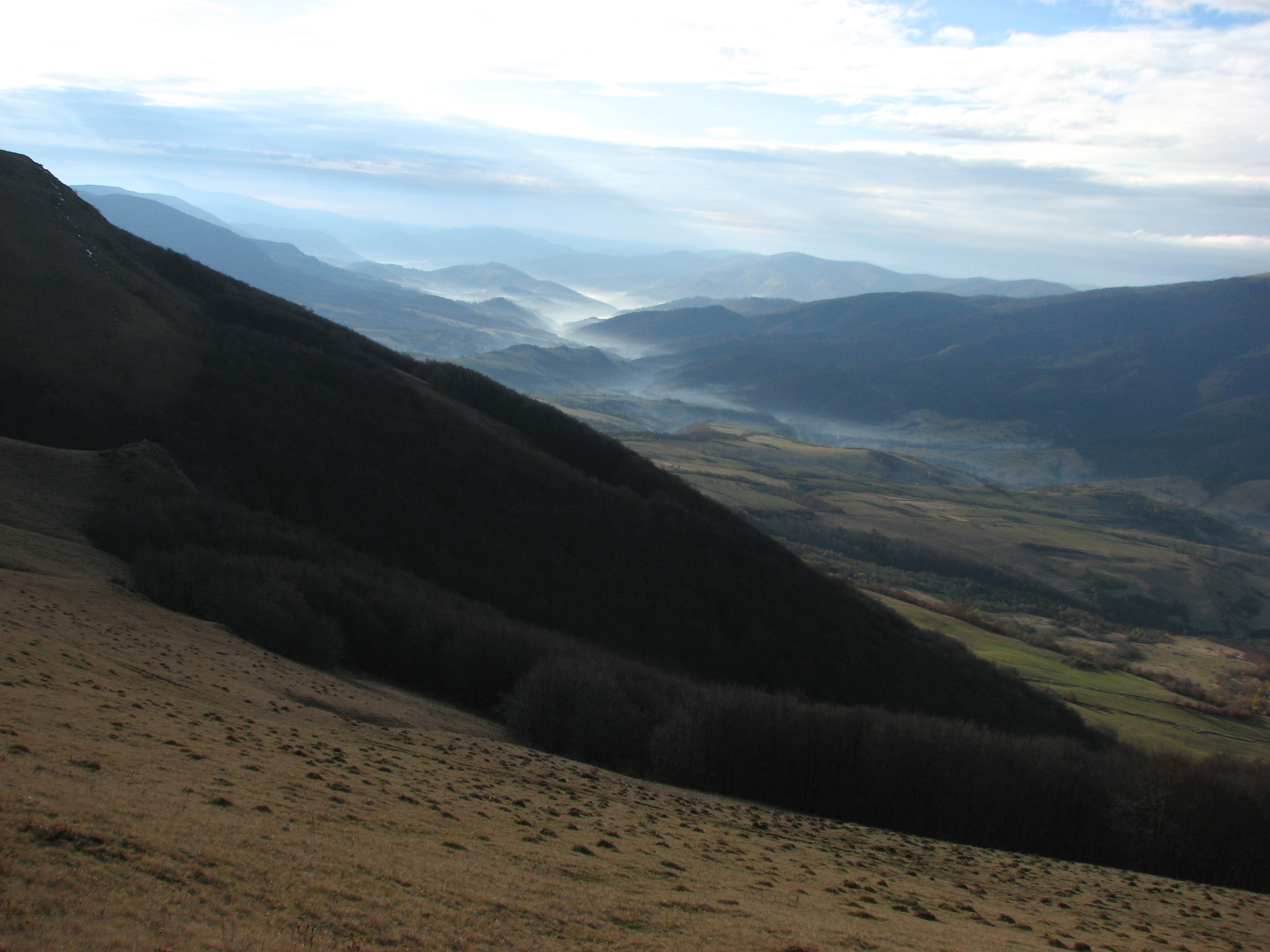
Вигляд з хребта на Закарпатську область
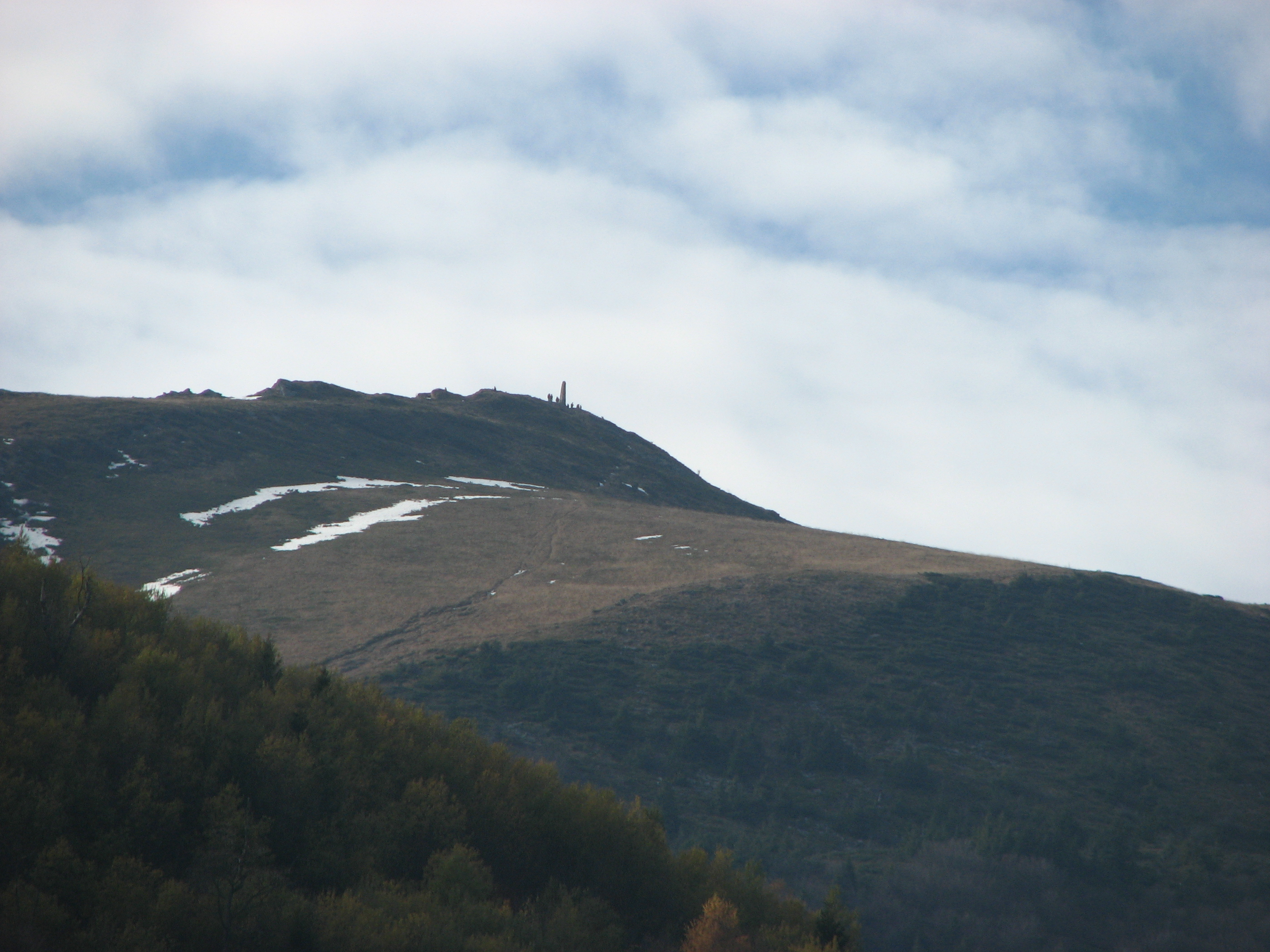
Вершина гори Пікуй
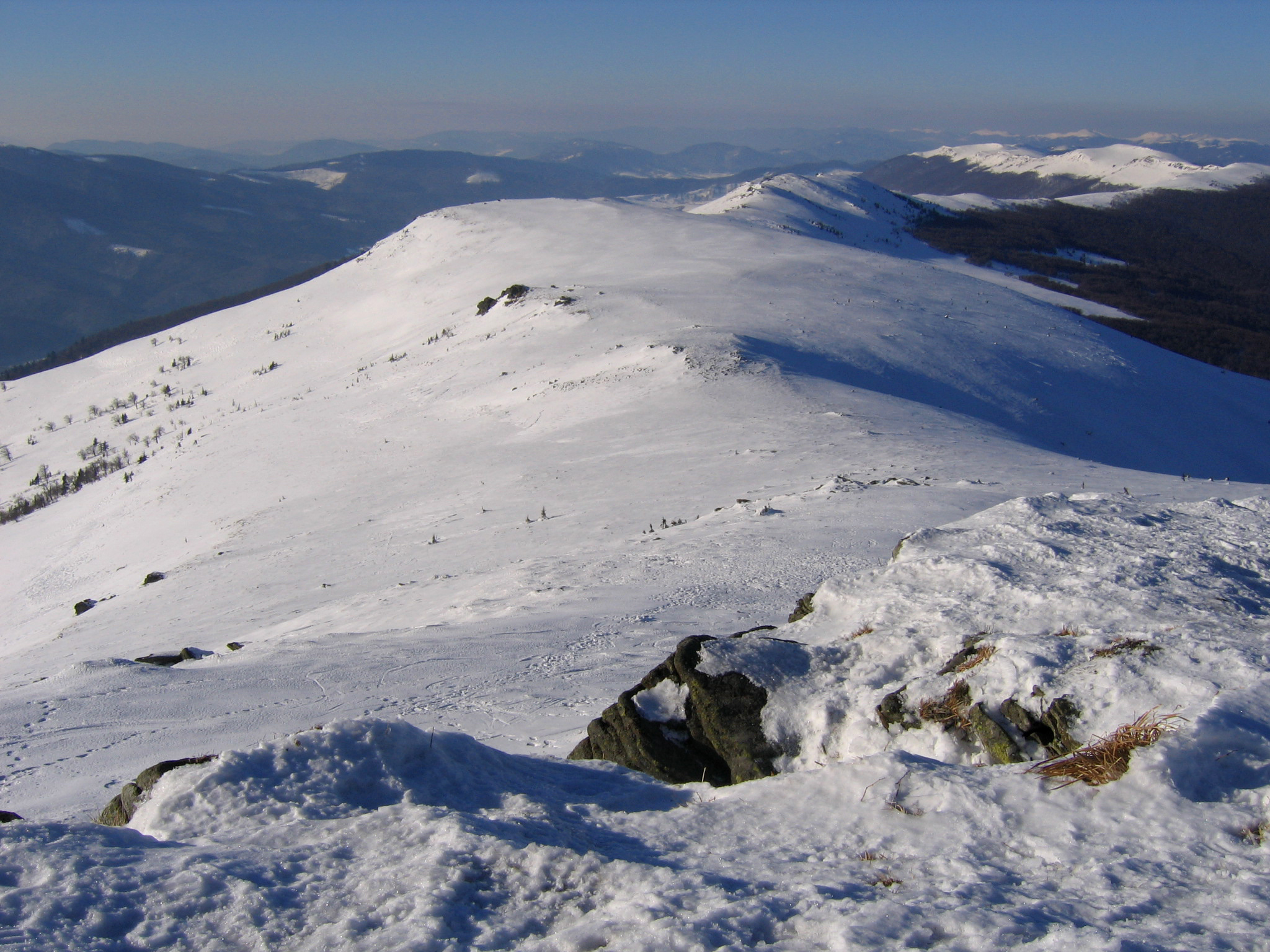
Вид на хребет з вершини Пікуя
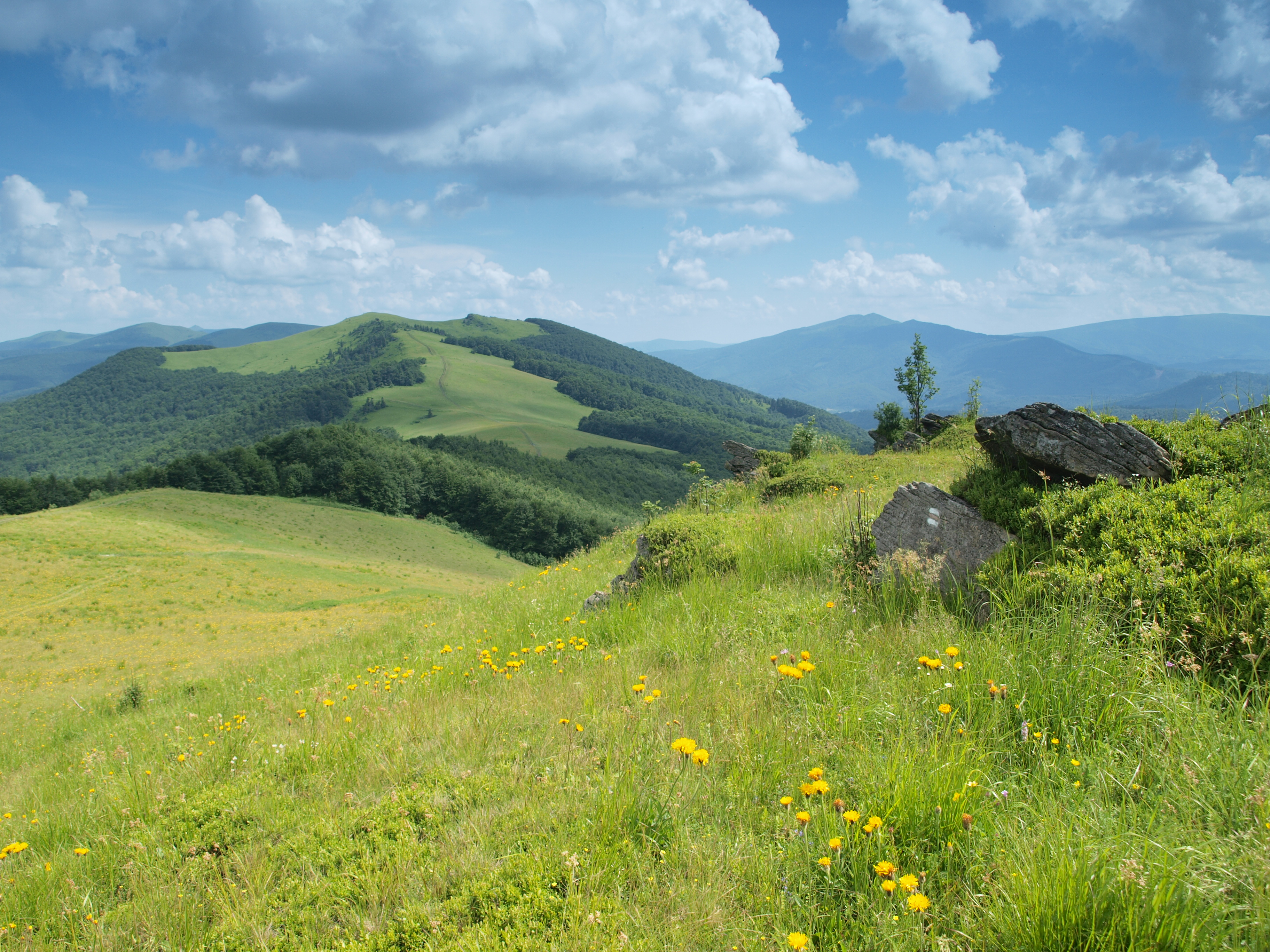
Вид на хребет
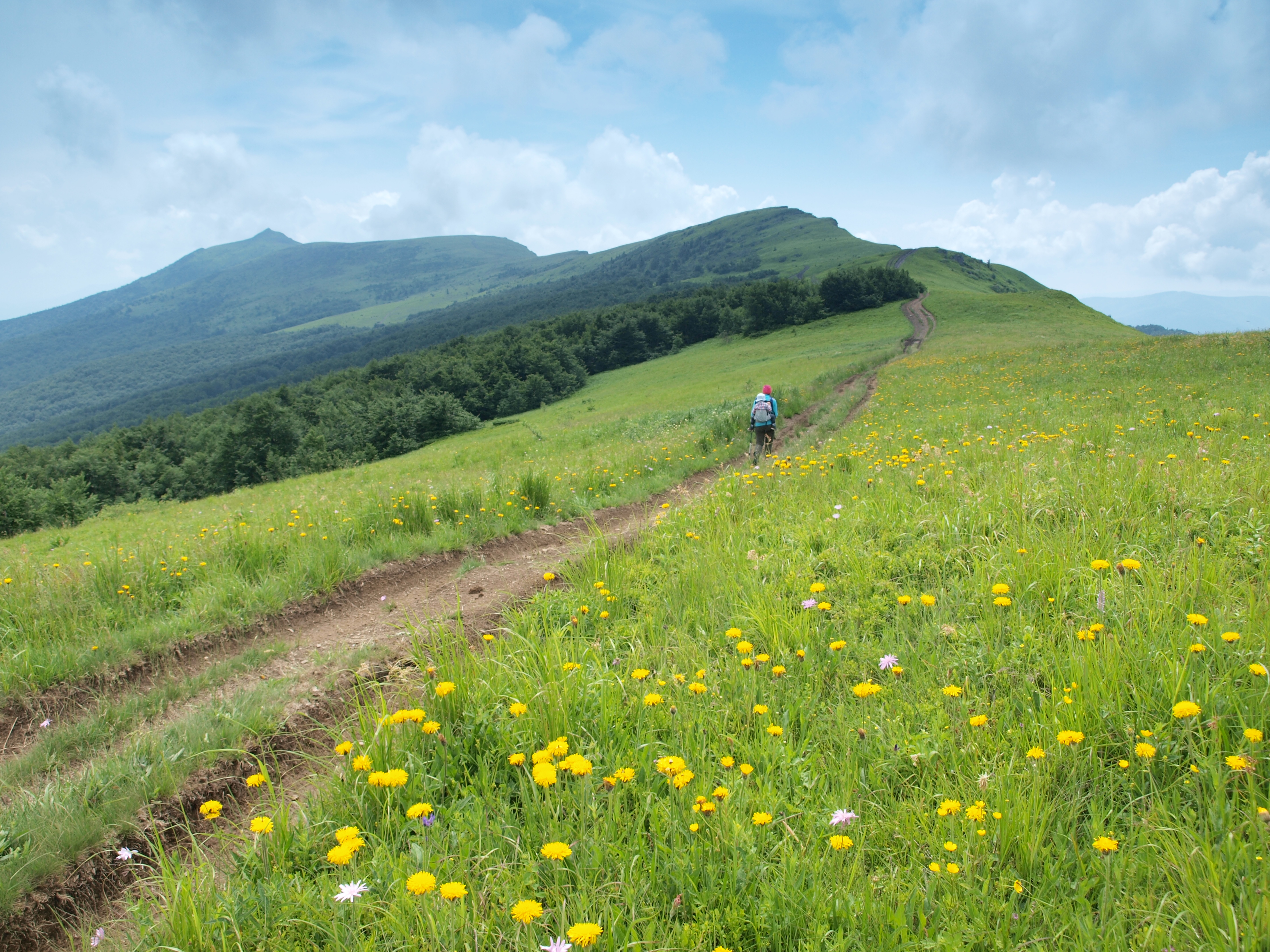
На ПІкуй
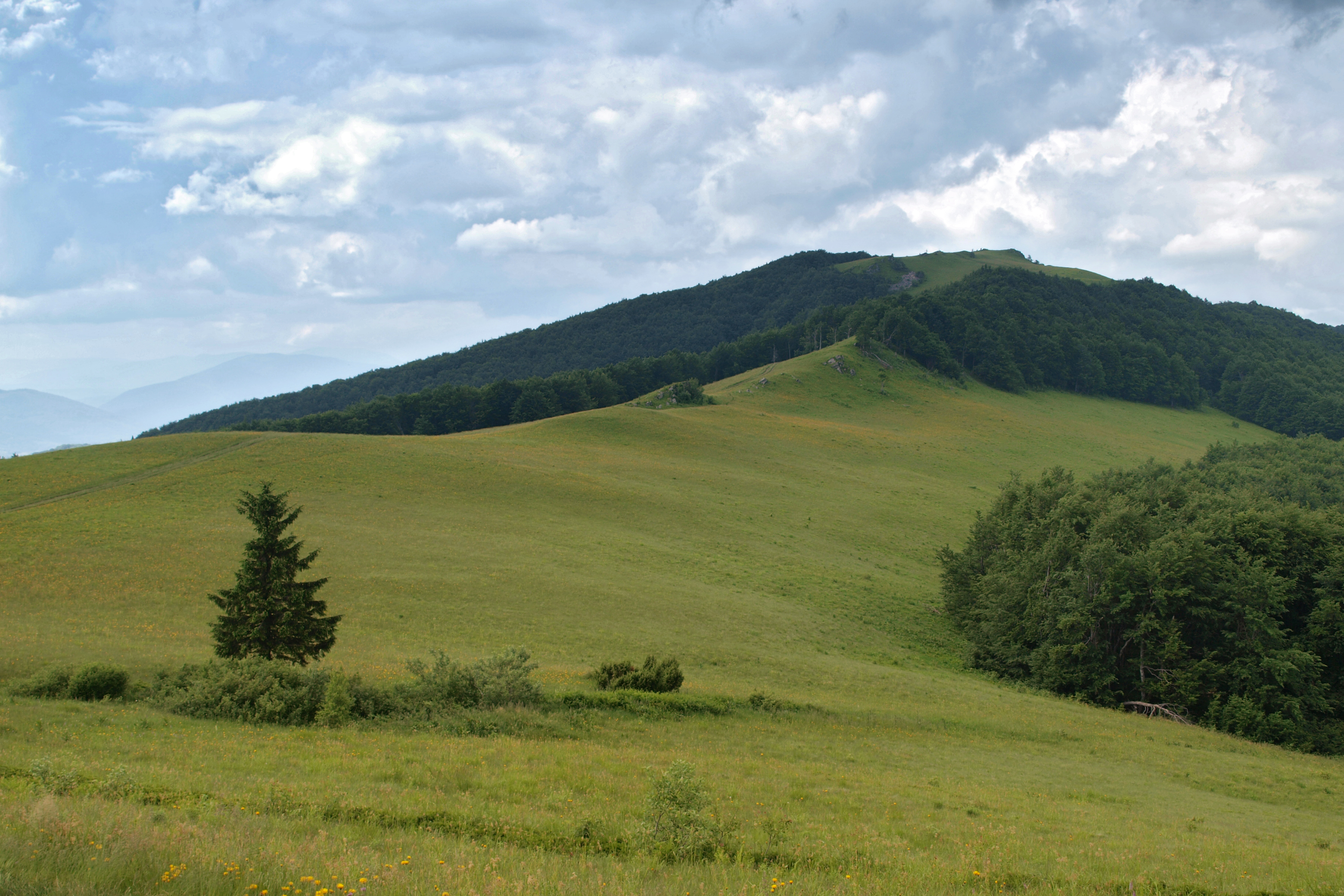
Дрогобицький Камінь
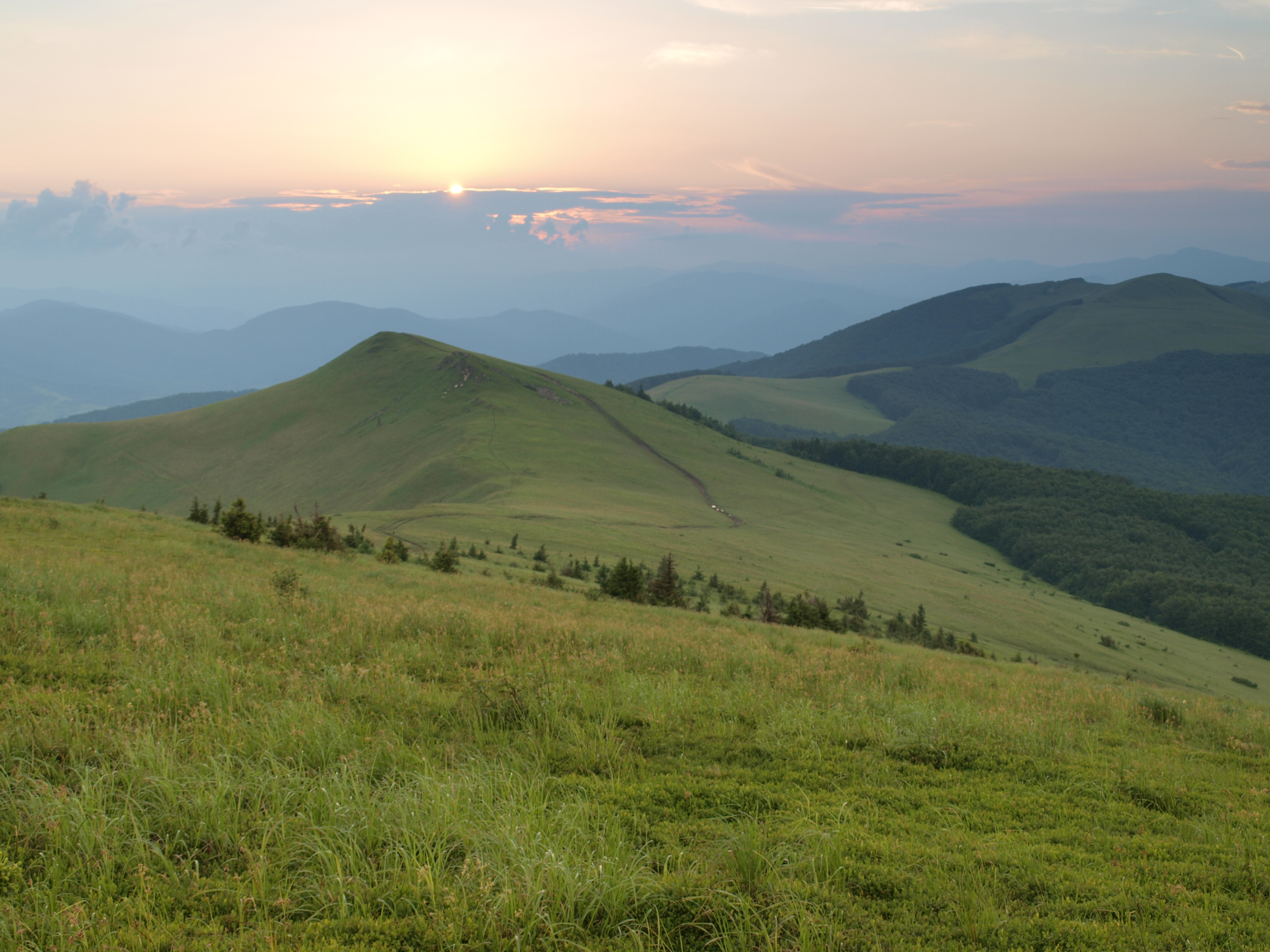
Журовка Рорзсипанець Старостина
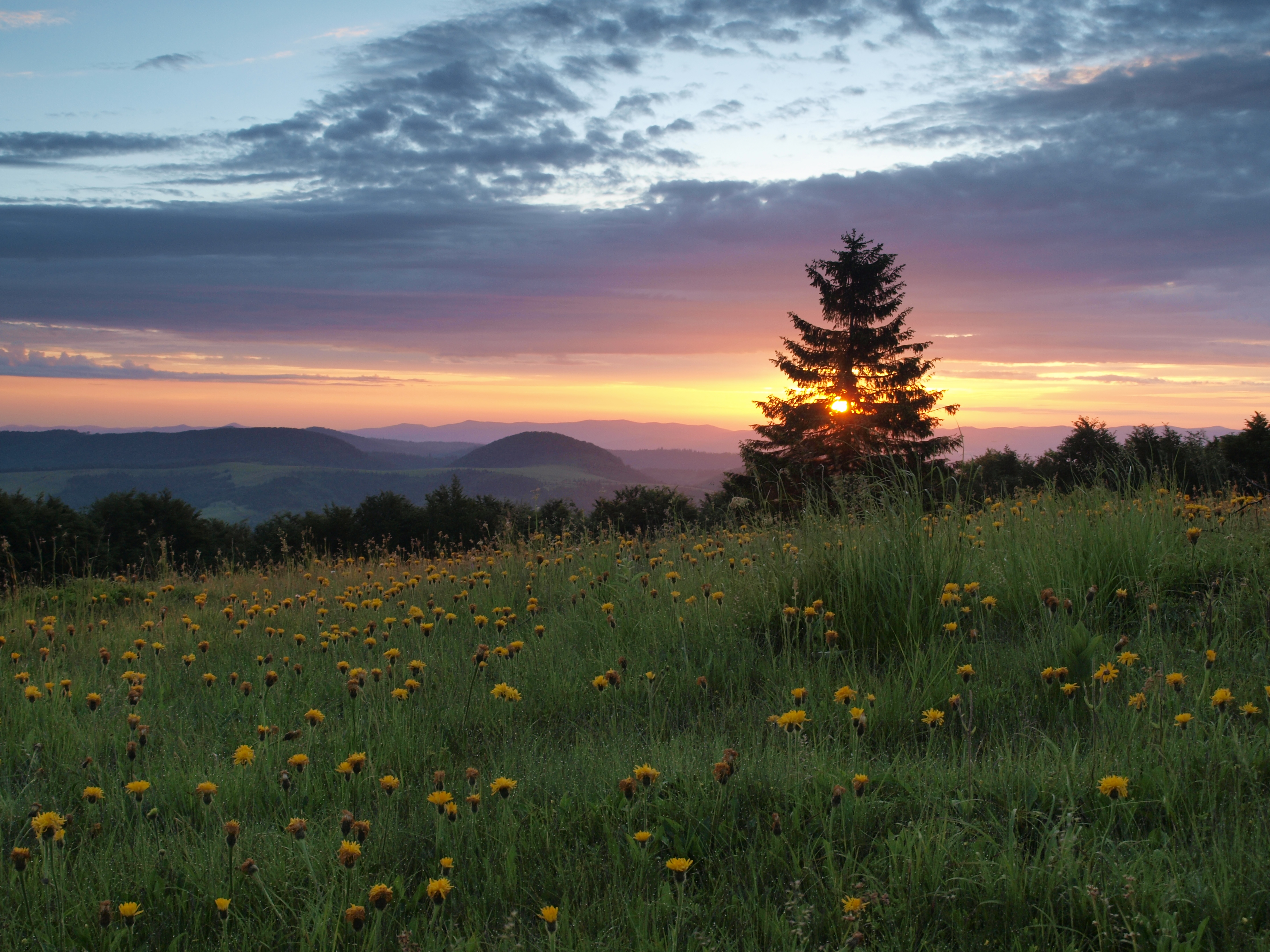
Ранок на Дрогобицькому Камені